# Fornost

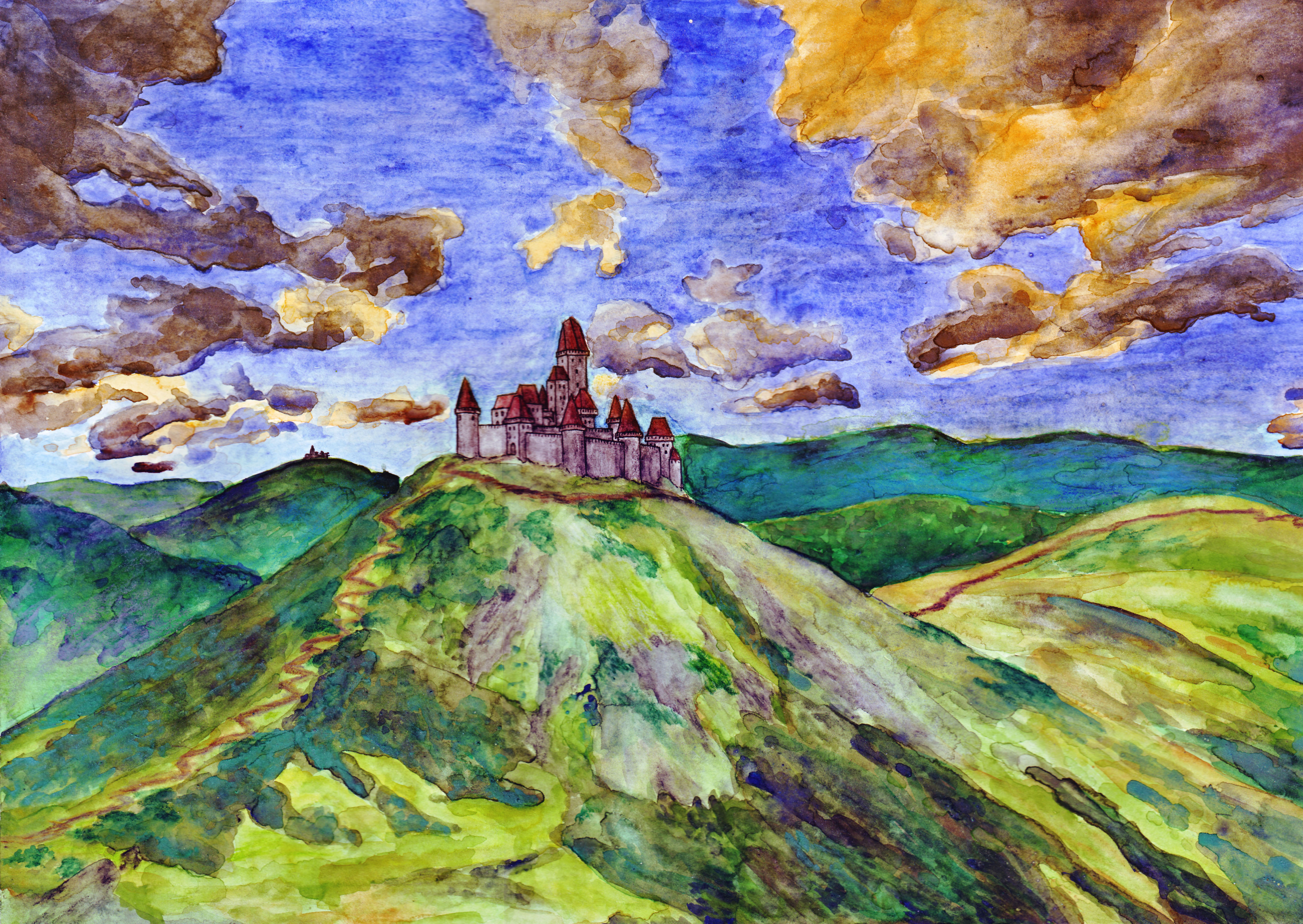
Fornost op de Noordelijke Duinen.

Fornost, voluit Fornost Erain (Sindarijns voor Noordelijk bolwerk van de koningen), is een fictieve stad uit In de ban van de ring van J.R.R. Tolkien.
De stad lag in het Dúnedainkoninkrijk Arnor. Hoewel het in de eerste eeuwen van de Derde Era Annúminas nog als hoofdstad boven zich moest dulden, werd de stad steeds belangrijker. Dit kwam vooral doordat de bevolking van Annúminas afnam.
Nadat Arnor in het jaar 861 van de Derde Era uiteenviel werd Fornost de hoofdstad van het koninkrijk Arthedain. Het bleef gedurende een millennium de belangrijkste veste van de Dúnedain in het noorden. Nadat de naburige koninkrijken Cardolan en Rhudaur door het kwade koninkrijk Angmar onder de voet waren gelopen, kreeg Arthedain steeds meer direct met deze vijand te maken. In het jaar 1974 van de Derde Era verzamelde de Tovenaar-koning van Angmar al zijn troepen en viel Arthedain binnen. Hoewel de Tovenaar-koning een jaar later in de Slag van Fornost werd verslagen, zou Fornost worden verlaten. De bevolking van Eriador durfde niet meer in de buurt van de ruïne te komen en deze werd dan ook de Dodemansdijk genoemd.
Zie ook: Lijst van koningen van Arnor · Lijst van koningen van Arthedain · Lijst van hoofden van de Dúnedain